# Stefan Lorenz
Stefan Lorenz (* 19. September 1981 in Ost-Berlin) ist ein ehemaliger deutscher Fußballspieler.

## Karriere
Die Karriere des Abwehrspielers begann beim BFC Dynamo. Dort entstand auch sein Spitzname "Atze". Danach wechselte Lorenz zum VfL Wolfsburg, wo er hauptsächlich in der Amateurmannschaft in der Oberliga bzw. Regionalliga zum Einsatz kam. Im Spiel gegen Energie Cottbus im März 2003 wurde er für wenige Sekunden in der Nachspielzeit eingewechselt und kam so zu seinem einzigen Bundesliga-Einsatz. 
2005 ging Lorenz dann zu Rot-Weiss Essen, wo im Sommer 2009 sein Vertrag nicht verlängert wurde. Für RWE bestritt er 94 Spiele und erzielte zwei Tore. 2009 erhielt er bei Rot-Weiss Essen keinen Vertrag mehr und trainierte zunächst mit der Vereinigung der Vertragsfußballspieler. Am 22. Oktober 2009 wurde bekannt gegeben, dass er in die 3. Liga zum Wuppertaler SV Borussia wechselt. Mit dem WSV stieg er aus der dritten Liga ab und spielte nach der Saison 2010/11 in der Regionalliga West. 2012 beendete er seine Karriere. 

## Laufbahn als Trainer
2014 trat Lorenz das Amt des Spielertrainers beim Essener Club TuS Essen-West 81 an. Mit dem schaffte er den Aufstieg in die Landesliga. Es folgte der Wechsel als Co-Trainer bei Rot-Weiss Essen zur Saison 2015/16. In der darauffolgenden Saison unterstützte er als Teammanager den Essener Bezirksligisten VfB Frohnhausen. Im Januar 2019 wurde er Trainer beim Landesligisten FC Blau-Gelb Überruhr. Zwar stieg er mit dem Essener Klub zunächst in die Bezirksliga ab, stieg im darauffolgenden Jahr aber gleich wieder auf. Ab November 2021 war er ungefähr ein Jahr lang bei Rhenania Bottrop aktiv.
Anschließend kehrte er zu Rot-Weiss Essen zurück und übernahm die reaktivierte zweite Mannschaft, die zu diesem Zeitpunkt in der Kreisliga B aktiv war. Zweimal in Folge feierte er mit der RWE-Reserve den Aufstieg, so dass das Team in der Saison 2025/26 in der Bezirksliga unterwegs ist.

## Berufliches
Ab Februar 2013 verstärkte Stefan Lorenz die Geschäftsstelle von Rot-Weiss Essen. Er begann beim Traditionsverein eine Ausbildung zum Veranstaltungskaufmann und unterstützte den Verein unter anderem in den Bereichen Marketing und Vertrieb. Am 1. Juli 2016 verließ er die Hafenstraße und den Fußball. Seitdem arbeitet Lorenz im Vertrieb der Privatbrauerei Jacob Stauder in Essen.

## Geschwister
Sein Bruder Michael Lorenz war ebenfalls Fußballspieler und spielte zuletzt in der Spielzeit 2010/11 beim KFC Uerdingen 05. Seit 2023 ist er Sportlicher Leiter der Nachwuchsabteilung von Rot-Weiss Essen.